# Papilio erskinei
Papilio erskinei är en fjärilsart som beskrevs av Mathew 1886. Papilio erskinei ingår i släktet Papilio och familjen riddarfjärilar. Inga underarter finns listade i Catalogue of Life.

## Bildgalleri

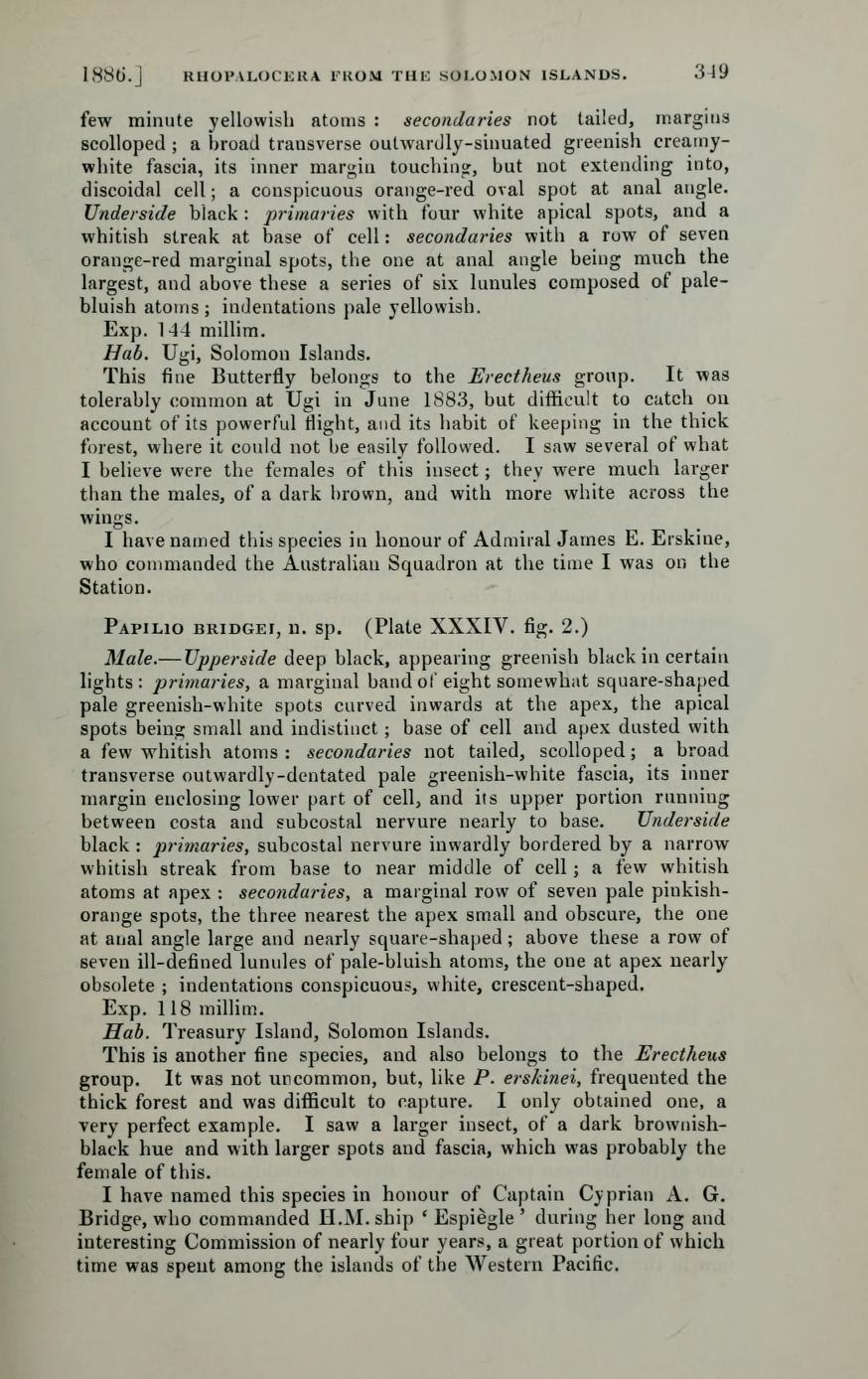